# Black Hand (DC Comics)
Black Hand (vrai nom William Hand) est un supervilain appartenant à l'Univers DC, et ennemi récurrent de Green Lantern. Créé par John Broome et Gil Kane, il apparaît pour la première fois dans Green Lantern (vol. 2) #29 (juin 1964). Le nom de ce personnage est un hommage à l'écrivain de chez DC et co-créateur de Batman, Bill Finger, qui lui a servi de modèle.

## Biographie du personnage
William Hand est un génie inventif qui adore parler en utilisant des vieux clichés. La famille de William, les Hand, est célèbre à Coastville (une banlieue de Coast City (en) en Californie). Cependant, il apprend à la détester dès le début de sa vie. Il pense que le meilleur moyen de s'éloigner des membres de sa famille, particulièrement de ses trois frères (David, Peter et Joe) est de prendre le chemin de la criminalité. Après avoir fait de grandes études, il devient un criminel hors pair et échappe des mains de la police à la moindre occasion. Finalement, son comportement criminel le conduit jusqu'à devenir un super-vilain costumé, se surnommant lui-même « Black Hand » (une private joke qu'il créé et qui fait référence à son statut de « mouton noir » de la famille Hand.
Alors qu'il se prépare pour un combat inévitable contre Green Lantern (Hal Jordan), qui vit à Coast City, William créé son invention la plus remarquable. Le dispositif qu'il créé est capable d'absorber l'énergie des résidus provenant d'un anneau de pouvoir de Green Lantern à partir de n'importe quel objet avec lequel il entre en contact. Une fois rempli de cette énergie, son dispositif peut ensuite être utilisé de façon similaire à l'anneau de Green Lantern. Lors d'une série de crimes, il utilise son dispositif pour faire croire au public que les objets qu'il a volés sont en fait intacts. William a aussi tendance à briser le quatrième mur en dévoilant directement au lecteur ses plans pour combattre Hal Jordan.
Il laissera sa carrière criminelle de côté pendant un certain temps et tentera de diriger une salle de cinéma pour adultes. Guy Gardner et sa petite-amie vont brusquement mettre fin à ce vent de nouveauté. Black Hand développe alors une phobie des super-héros. Alors qu'il essaye de réorganiser sa vie autour de quêtes plus pacifiques, il rencontre les membres de la Ligue de Justice d'Amérique au restaurant du World Trade Center et tombe en dépression nerveuse.
Peu de temps avant les évènements de la série Green Lantern : Renaissance (en), le dispositif de Black Hand localise un anneau de pouvoir supplémentaire que Green Arrow garde en cas d'urgence. William essaye de se l'approprier, mais Green Arrow et Hal Jordan (qui incarne le Spectre du moment) l'en empêchent. Alors que William essaye de manier l'anneau de pouvoir, Green Arrow cloue la main du vilain au mur et le Spectre transforme sa main en charbon, faisant remarquer qu'il « porte bien son nom » Sans sa main droite et devenu fou à la suite du traumatisme, William fuit. Après avoir appris la résurrection de Hal Jordan, il décide de vivre à Coast City, qui a été reconstruite, afin de rester près de son ennemi. Alors qu'il est à bord d'un avion, il est pris pour cible et enlevé par les Kroloteans (en), une race de mystérieux extra-terrestres germanophones qui sont semblables aux Gremlins de la légende. Ils ont recours à des expériences qui renforcent ses pouvoirs et l'abandonnent dans un parc public,,.
Il apparaît dans la mini-série Inifite Crisis en tant que membre de la Secret Society of Super Villains (en) d'Alexander Luthor, Jr. et l'un des quelques héros et vilains observés par Kal-L et Superboy-Prime,.

### Les origines post-Infinite Crisis
Les origines de Black Hand ont été réécrites dans l'arc narratif de Green Lantern: Secret Origin, et renforcées dans celui de Blackest Night.
Dans ces origines mises à jour, les parents de William Hand dirigent une agence de coroners et un salon funéraire dont le logo est le symbole que William finit par adopter au début de sa carrière criminelle. Alors qu'il n'est qu'un jeune garçon, William est représenté comme étant sérieusement obsédé par la mort, ce qui implique des tendances nécrophiles. Aucun traumatisme ni évènement particulier ne semble avoir inspiré ces tendances, même lorsqu'il n'était qu'un jeune enfant, William était profondément fasciné par les morts, les trouvant « jolis ». Il est sous-entendu que son premier baiser a eu lieu avec un cadavre. Au début, William essaye de contrôler ses pulsions en se lançant dans la taxidermie. Cependant, son passe-temps devient une source d'inquiétude après qu'il a tué le chien de la famille afin de s'adonner à son activité favorite. À partir de ce moment, William sera envoyé chez divers psychologues pour le restant de sa vie au sein de la famille Hand. William se contente d'ignorer les tentatives de sa famille pour le « soigner » en apprenant à cacher les manifestations les plus lubriques de sa nécrophilie et en acceptant son rôle de « mouton noir ».
Après avoir été incluse dans la nouvelle version de ses origines, son arme qui absorbe le pouvoir est maintenant décrite comme ayant été construite par Atrocitus, un fervent ennemi des Gardiens de l'Univers (en). Atrocitus arrive sur Terre en cherchant l'être qui coordinera les évènements connus sous le nom de Blackest Night, et cet être s'avère être William Hand. Atrocitus localise et attaque William, croyant que le pouvoir noir se trouve littéralement dans son corps. Atrocitus est stoppé par Green Lantern et Sinestro, alors que William (encouragé par une voix étrange) empoche l'arme et fuit la scène. On le voit ensuite entrer par effraction dans un hôpital et essayer de dérober l'un des cadavres qui s'y trouvent. Alors qu'il se trouve face à un agent de sécurité, il utilise l'arme pour le tuer, se disant après son acte que la mort est une bonne chose.
La mystérieuse voix qui dit à William de voler l'arme d'Atrocitus en fait son esclave et l'influence de sorte qu'il éprouve de la rancune envers les Green Lantern. Ces signaux de lumière bouleversent l'équilibre parfait d'obscurité et de mort. En essayant d'anéantir la lumière de la volonté, mais ne voulant pas combattre Green Lantern comme un homme de la rue, William se confectionne un costume à l'aide d'une housse mortuaire et commence à se nommer lui-même « Black Hand ». Apparemment, Hal Jordan ne fait pas le lien entre William et son arme qui absorbe le pouvoir et son combat contre Atrocitus (croyant qu'il s'agit d'une création originale). Black Hand, qui, ne révèlera jamais la véritable origine de son arme, continue à le combattre au fil des années, se retirant auprès d'une tombe désacralisée après chaque échec. Il s'y couche près des cadavres dans l'espoir d'y trouver paix et relaxation.

### Blackest Night
Lors de son transport vers la prison, Black Hand ressent une soudaine vague de pouvoir qui tue ses gardiens et semble commencer à avoir des visions de la planète Ryut et de la lanterne noire.
Une fois ses visions terminées, il erre dans le désert, entendant la mort l'appeler. Celle-ci lui ordonne de récupérer toutes les âmes qu'elle a perdu dans l'univers de DC, y compris celles de Superman et Hal Jordan. Black Hand retourne dans sa maison familiale, tue ses deux frères, sa mère, son père, puis se suicide. Pendant que des évènements se déroulent, la Gardienne Scar arrive au domicile des Hand. Elle dit que le sacrifice de soi le rend « heureux » et régurgite le premier anneau de pouvoir noir, ce qui ramène Black Hand à la vie. Elle révèle que William est l'incarnation de la mort, tout comme Ion est celle de la volonté, Parallax est celle de la peur, et le Prédateur est celle de l'amour. William annonce ensuite qu'il utilisera son nouveau pouvoir pour enfin exterminer la lumière.
Plus tard, Black Hand espionne Hal Jordan et Flash lorsqu'ils se recueillent devant la tombe anonyme de Batman. Après le départ des deux héros, Black Hand déterre le corps de Batman et, en récitant son propre serment, lance le processus consistant à recruter le défunt héros :

« La nuit noire tombe des cieux,
Pour la lumière, point d'espoir,
Nous dévorerons nos cœurs sans remords,
Par ma main noire... debout les morts! »

En tenant le crâne de Bruce Wayne, Black Hand dit à la mystérieuse force cachée derrière la Black Lantern (résidant dans le secteur 666) que personne n'échappe à la mort. Il sera aperçu plus tard, après que les Black Lantern Elongated Man et Sue Dibny tuent Carter Hall et Kendra Saunders. William entre dans la pièce et proclame que Hawkgirl et Hawkman n'échapperont pas à la mort cette fois-ci. Deux anneaux noires sortent du crâne de Batman, et William ordonne aux deux héros déchus de s'élever. Black Hand est aussi présent lorsque Le Spectre est repris par un anneau noir, triomphant devant les l'ensemble des utilisateurs de magie tels que Blue Devil et Zatanna, assurant que leurs pouvoirs sont inutiles contre son pouvoir de "seigneur".
Lorsque le pouvoir de Black Lantern atteint enfin cent pour cents, la lanterne noire se téléporte vers la banlieue de Coast City, tout en haut du Hand Mortuary. Black Hand se réjouit en regardant Nekron qui s'élève enfin, et d'autre anneaux noirs ressuscitent les corps de personnes qui ont péri lorsque Coast City a été détruite.
Lorsque Barry Allen essaye d'attaquer Nekron, Black Hand s'en mêle et utilise le crâne de Batman comme un « lien émotionnel » pour affaiblir le héros. Il est définitivement vaincu lorsque la White Lantern Corps (en) est utilisée pour convertir les Black Lantern en White Lantern, et un anneau blancs s'attache à lui. Celui-ci le ranime et le force à régurgiter plusieurs anneaux blancs, libérant Anit-Monitor et détruisant la forme physique de Nekron. Plus tard, il sera aperçu retenu en captivité par l'Indigo Tribe (en), enchaîné au personnel d'énergie caractéristique de la tribu.
À partir du second tome de Blackest Night, on retrouve un élément secondaire appelé : « Le Livre Noir: Les Sombres Pensées de William Hand », retraçant en détail les souvenirs d'enfances de William Hand ainsi que ses propres opinions concernant chacune des sept couleurs du Spectre Émotionnel. Finalement, ses pensées sur l'Indigo Tribe s'avèrent être un cri poussé après sa capture alors qu'il espère être libéré, mais la majorité du texte est rédigée dans la langue de la tribu et donc indéchiffrable, à part quelques noms et quatre phrases traduites.

### Brightest Day
Il sera révélé plus tard que Black Hand est un endroit inconnu sur Terre piégé à l'intérieur de Prosélyte, l'entité de la compassion, alors que l'Indigo Tribe se rassemble autour d'eux.
Lorsqu'Indigo-1 et Black Hand font face à Hal Jordan, Barry Allen, Sinestro, Saint Walker et Larfleeze, Black Hand explique que l'anneau l'a « guéri » de la maladie de William Hand. Ceci conduit les autres à se rendre compte du fait que sans leurs anneaux, l'Indigo Tribe ne peut ressentir aucune émotion à part la compassion. Hal suppose que par rapport au rôle de William Hand dans Blackest Night, d'autres membre de l'Indigo Tribe aurait pu avoir commis des actes maléfiques dans le passé. Bien que l'Indigo Tribe ait proposé de prendre le reste des entités émotionnelles sous son aile, Hal refuse l'offre et conclut qu'il ne peut pas leur faire confiance pour ce qui est de la recherche des entités grâce à cette nouvelle information. Ensuite, Krona, le responsable de l'enlèvement des entités émotionnelles, apparaît aux côtés de Parallax, proclamant que ceux qui ressentent des émotions ne sont pas dignes de confiance.

### The New 52
Black Hand est revenu lorsqu'il a affronté Han Jordan, qui était emprisonné à ce moment-là dans le monde de l'Indigo Tribe, la Tribe ayant enlevé Hal. Sinestro étant de nouveau un Green Lantern, la Tribe avait l'intention de convertir ce dernier à l'une de ces tribus. Son anneau étant dépossédé de son pouvoir, Hal a dupé Black Hand en présentant l'énergie verte de la volonté et en l'utilisant comme une batterie pour recharger son propre anneau, bien que la charge fût toujours limitée comparée à ce dont l'anneau aurait été capable s'il avait été chargé normalement. Black Hand est libéré lorsque le gardien Natromo détruit la batterie centrale indigo. Une fois la batterie réparée, l'anneau indigo de Black Hand essaye d'atteindre celui-ci, toutefois Black Hand se suicide plutôt que de retourner au sein de l'Indigo Tribe. Un anneau de pouvoir noir émerge plus tard de son cadavre, le ressuscitant en tant que Black Lantern. À la suite de sa résurrection, il revient sur Terre et assassine tout le monde dans un restaurant chinois, puis il fait revenir sa famille de la mort pour « dîner » avec eux. Il dévoile son plan consistant à tuer puis réanimer autant de gens que possible, ramenant à la vie ses victimes sous forme de morts-vivants tueur s. Pendant que Sinestro emmène Hal Jordan jusqu'au Livre Noir pour révéler le plan des Gardiens de l'Univers pour remplacer la Green Lantern Corps, mais lorsqu'il ouvre le livre, Sinestro et Hal Jordan y sont aspirés et attirés vers Black Hand. Même si Hal et Sinestro sont capables de détruire l'armée de fortune de Black Hand composée de cadavres ressuscités en faisant exploser la vielle batterie jaune de Sinestro, ils ne savent pas que Black Hand a été témoins d'une nouvelle prophétie dans le Livre Noir, celle selon laquelle Hal Jordan sera le meilleur « Black » Lantern. Après avoir essayé de ressusciter le père de Hal, Black Hand est sur le point d'être vaincu par Hal Jordan et Sinestro. Les Gardiens interviennent et le rechargent, ce qui, visiblement, lui confère assez de pouvoir pour tuer ses deux adversaires, avant de le téléporter dans la Chambre des Ombres « le temps nécessaire » pour des raisons inconnues.
Lorsque Black Hand était emprisonné dans la Chambre des Ombres, il a réanimé le plus vieil Oan (qui avait été tué par les Gardiens) pour lui soutirer des informations concernant l'endroit où les Gardiens l'avaient mis, mais la seule réponse qu'il obtient l'informe que le Premier Lantern est un danger pour l'univers. Plus tard, les Green Lantern Simon Baz et B'dg sont aspirés dans le Livre Noir et attirés vers Black Hand. Lorsqu'ils ont commencé à affronter Black Hand, celui-ci a envoyé Simon dans la Dead Zone, où Sinestro et Hal Jordan sont emprisonnés. Le Green Lantern B'dg et le plus vieux Oans l'empêchent d'utiliser son anneau noir pour ouvrir une porte donnant sur la Dead Zone afin de sauver Simon, mais Sinestro est venu avec lui malgré lui alors que Black Hand a disparu dans la Dead Zone. Hal fera alors l'ultime sacrifice en se suicidant afin de maîtriser le pouvoir de l'anneau noir dans le but d'échapper à la Dead Zone et d'arrêter le Premier Lantern Volhoom. Lorsque l'anneau de pouvoir transforme Hal en Black Lantern se réduit en poussière.
Un certain temps plus tard, un anneau noir a vite été capable de le ramener en vie sur Terre, quoique dans un état quelque peu vulnérable. Pourtant, les héros de ce monde étant morts ou disparus, Black Hand erre dans la ville qui tremble sous les émeutes, ramenant les morts à la vie sous forme de zombies. Alors qu'il blâme Hal Jordan pour tout ce qui lui est arrivé, il rend sa revanche encore plus personnelle en allant à l'endroit où le père de Hal, Martin Jordan, est enterré et le fait revenir à la fin, ainsi que tous les corps reposant dans ce cimetière. Black Hand retire l'une de ses mains et prend l'une de celles de Martin à la place, espérant tuer Hal Jordan de la main de son propre père.
Suivant l'histoire de « Forever Evil », Black Hand créé un cirque zombie et une foule de morts-vivants pour regarder les cascadeurs mourir. Hal Jordan s'interpose, mais il n'est pas là pour le combattre et leur demande de s'allier contre les Nouveaux Dieux de la Néo-Génésis. Hal Jordan explique que la Néo-Génésis a volé l'ensemble des anneaux de pouvoir pour créer une arme comme l'Équation Anti-Vie pour leur recherche. Black Hand accepte de l'aider et renvoie les morts dans leurs tombes. Pendant la bataille, Black Hand libère les esprits des Green Lantern tombés au combat pour la bataille contre les soldats de la Néo-Génésis qui se trouvent près du Mur Source. Black Hand met fin au combat lorsque les soldats de la Néo-Génésis les entourent. Il sourit en signe de satisfaction lorsqu'il voit que le Mur Source est une tombe de masse. Black Hand ranime la tombe du Mur Source pour attaquer les soldats de la Néo-Génésis. Black Hand entre ensuite dans le Tunnel Boum pour envahir le monde de la Néo-Génésis. Les pouvoirs de Black Hand sont soudainement établis par la foule du Mur Source qui a ensuite été ressuscitée par le chef de la Néo-Génésis, Haut-Père, et sa mauvaise utilisation de l'Équation de Vie, puis ses bras ont été transformés en pierre. Il tient Hal comme responsable de sa détresse et s'enfuit dans l'espace profond via le Tunnel Boum.

## Pouvoirs et capacités

### Dispositif d'énergie
Black Hand possède un dispositif qui peut manipuler l'énergie des anneaux de pouvoir. Il peut obtenir cette énergie en l'extrayant directement d'un anneau ou au travers des résidus que l'anneau de pouvoir laisse. Toutefois, comme les anneaux de pouvoir, le dispositif a besoin de recharger son énergie régulièrement afin d'être opérationnel. Black Hand le recharge généralement pendant les combats contre les Green Lantern, et on l'a vu l'utiliser pour réussir à localiser les anneaux de pouvoirs les plus proches. Il a récemment été révélé que le dispositif était une création d'Atrocitus, bien qu'il eût été précédemment supposé qu'il l'avait inventé lui-même. Dans Secret Origin, son dispositif était décrit comme une baguette cosmique conçue par Atrocitus afin de localiser William Hand et de se défendre contre l'intrusion des Green Lantern.

### L'anneau de pouvoir noir
Après son suicide, Black Hand est ressuscité par Scar lorsqu'elle libère le premier anneau de pouvoir noir, le transformant en le premier Black Lantern. Ranimé par l'anneau, la blessure qu'il s'inflige à la tête pendant son suicide s'efface, remettant son corps en état de fonctionner. Lorsque les premiers anneaux de pouvoir choisissent leurs propriétaires, ils se présentent eux-mêmes aux défunts, déchargés. Les anneaux (qui demandent constamment de la "chair") sont rechargés lorsque des êtres vivants sont tués et que leur cœur leur est retiré : chaque cœur restaure 0.01 pour cent du pouvoir de chaque anneau de la Corps. Les Black Lantern sont également capables de lire les émotions des vivants présentées sous la forme d'une aura colorée correspondant au spectre émotionnel (rouge pour la colère, violet pour l'amour, etc.).

### L'anneau de pouvoir indigo
Après avoir été ramené à la vie, Black Hand est converti à l'Indigo Tribe, dont l'anneau de pouvoir lui permet de percevoir la compassion chez les autres et de forcer cette dernière chez ceux qui n'en ressente pas,. La lumière indigo a la capacité de guérir les individus avec une grande empathie, et d'exposer les gens à la douleur qu'ils ont infligée aux autres,. Les anneaux de pouvoir indigo peuvent téléporter leurs utilisateurs et les autres sur des distances intergalactiques. Cette capacité consomme une grande quantité de pouvoir d'un anneau de pouvoir indigo, et les membres de l'Indigo Tribe essayent de l'utiliser avec parcimonie. Finalement, il perd cette capacité et recommence à porter un anneau noir.

## Autres versions
Dans la chronologie alternative du scénario de Flashpoint, William Hand est tué par Atrocitus pour libérer Nekron dans le processus. (Flashpoint: Abin Sur - The Green Lantern no 1 (juillet 2011))

## Autres médias

### Jeux vidéo
- Black Hand apparaît dans DC Universe Online.[citation nécessaire]
- Black Hand est un personnage jouable de Lego Batman 3 : Au-delà de Gotham. Son doublage est assuré par Liam O-Brien.